# Jungle de ikou
Jungle de Ikou! (ジャングルDEいこう!, Janguru de Ikō!?) (literalmente ¡Vamos a la jungla!) es un anime fanservice dirigido por Yuji Moriyama en 1997. Fue aprobada en los Estados Unidos por Media Blasters y publicado en DVD y VHS en 2001. Alrededor de 2020, Now lanzó blu-ray. Como incluye servicios de streaming, Tubi.
Hubo raras ilustraciones de manga de una sola toma de Arika Matsuara y una historia de Moriyama, que técnicamente debutó en la edición de septiembre de 1997 de la revista Monthly Dragon Jr. Magazine.
Según Moriyama, una secuela de una serie de televisión cancelada basada en un OVA experimental estaba en preproducción, pero el plan fue desechado porque el OVA no se vendió lo suficientemente bien como para recaudar dinero para el autor original y la compañía.

## Sinopsis
Natsumi es una niña de diez años cuyo padre es arqueólo en Nueva Guinea. Un día tras volver de una expedición, el padre de Natsumi le trae como recuerdo una estatua pequeña con dos piedras preciosas que ella convierte en sus pendientes. Lo que ignora es que al hacerlo ha roto el sello que encerraba al terrile Dios de la Destrucción Ongo, por lo que el dios de los bosques Ahem se le aparece en sus sueños para darle la importante misión de hacerle frente cuando pueda. Para hacer esto contará con la ayuda de un colgante calavera que la convertirá en el Espíritu de las flores Mii.

## Personajes
Natsumi Rokudo (六道那柘美, Rokudo Natsumi): una alegre niña de diez años que recibe el poder de una antigua escultura traída por su padre. En sus sueños, Natsumi recibe la visita del dios de la tierra Ahem y le enseña cómo transformarse en la hermosa y sexy diosa Mii.
Seiyuu: Eri Sendai (japonés), Melissa Fahn (inglés)
Mii (ミィ, Mi): mediante una danza pervertida y sexy, Natsumi es capaz de convertirse en la voluptuosa Mii, espíritu de las flores, la fertilidad y la reproducción. Sus grandes pechos representan y contienen la energía viviente de la tierra. Mii también puede agrandar su cuerpo a tamaño gigante cuando es necesario.
Seiyuu: Eri Sendai (japonés), Melissa Fahn (inglés)
Ongo (オンゴ, Ongo): espíritu de la madera y la destrucción. Hace cientos de años, se casó con el espíritu del agua Rongo y de pronto la maldad surgió de él, volviéndose destructivo y violento y causando el caos en Nueva Guinea, sólo siendo detenido por la hermosa espíritu de las flores Mii, quién se sacrificó para encerrarlo. Pese a su apariencia de pigmeo divertido, Ongo se vuelve increíblemente poderoso cuando es malvado. Puede invocar cualquier cosa mediante la madera.
Seiyuu: Megumi Hayashibara (japonés), Mona Marshall (inglés) Lex Lang (Ongo malvado)
Rongo (ロンゴ, Rongo): hija de Ahem y espíritu del agua. Siglos atrás, ella estaba enganchada a Ongo hasta que se volvió malvado y fueron separados. En 2009, Rongo sale a buscar a Ongo con Mii. Creyendo que Mii ha tomado la forma de una niña de diez años y le ha robado a Ongo, Rongo posee el cuerpo de Nami e intenta llevarse el colgante calavera de Mii (cosa que resultó fallida cuando recibió una descarga eléctrica). Tras ser derrotada por Natsumi, Rongo se hace amiga de ella y decide quedarse en Japón con ellos. Su poder consiste en manipular el agua.
Seiyuu: Sumi Shimamoto (japonés), Barbara Goodson (inglés) Stevie Bloch (pequeña Rongo)
Nami Kuki (九鬼波美, Kuki Nami): nueva amiga de Natsumi. Tímida y de pocas palabras así como algo rara, Nami está interesada en temas esotéricos como magia u ovniS. Su sueño es obtener magia de Nueva Guinea y controlar el mundo. Cuando Natsumi lleva a Nami al museo para ver los artefactos que su padre trajo, Nami es poseída por Rongo (que piensa que Natsumi le ha robado a Ongo). Rongo pronto es vencida y devuelve a la normalidad a Nami, pero las dos siguen compartiendo un lazo y cuando Nami hace su danza vuelve a su forma de poseída.
Seiyuu: Sumie Baba (japonés), Michelle Ruff (inglés)
Ahem (アハム, Ahemu): dios de los bosques y exmarido de Mii. Cuando Natsumi rompe indirectamente el sello que retiene a Ongo, Ahem se aparece en sus sueños y le da el colgante de Mii para luego mostrarle una danza pervertida que permitirá a Natsumi convertirse en Mii cuando esté en peligro. Los poderes de Ahem parecen estar centrados en la habilidad de destruir el mal con su lanza.
Seiyuu: Kaneta Kimotsuki (japonés), Steve Kramer (inglés)
Takuma Kusanagi (草薙琢磨, Kusanagi Takuma): amigo de Natsumi. Pese a que pasa mucho tiempo con él, a Natsumi le disgusta su actitud pervertida, que va a peor cuando aparece Mii y Takuma se queda embelesado con ella. Pelea mucho con su padre, que suele servirle guisantes (los cuales odia) con carne de ballena.
Seiyuu: Kappei Yamaguchi (japonés), Barbara Goodson (inglés)
Fuyuhiko Rokudo (六道富由彦, Rokudo Fuyuhiko): padre de Natsumi y arqueólogo. A Natsumi la deprime la idea de que su padre sigue tratándola como una niña en lugar de como a una mujer joven.
Seiyuu: Ryūsuke Ōbayashi (japonés), Doug Stone (inglés)
Haruka Rokudo (六道葉琉香, Rokudo Haruka): madre de Natsumi y devota esposa del hogar.
Seiyuu: Mako Hyoudou (japonés), Dolly Pearl (inglés)
Manami Izumikawa (泉川真奈見, Izumikawa Manami): delegada de clase y compañera de Natsumi y Takuma, los cuales la vuelven loca por sus raras ocurrencias.
Seiyuu: Akiko Yajima (japonés), Jessica Gee (inglés)
Itsuki Kusanagi (草薙五木, Kusanagi Itsuki): el padre de Takuma, que lleva una tienda de antigüedades. Desea que su hijo pudiera tratarle con más respeto, por lo que siempre están constantemente peleando. Seiyuu: Toshihiko Nakajima (japonés), Lex Lang (inglés)